# Geinella cuprea
Geinella cuprea es una especie de insecto coleóptero de la familia Chrysomelidae.
Fue descrita científicamente en 1981 por Chen y Jiang.